# Ludwig von Wangenheim
Ludwig Adam Ernst Walrab Freiherr von Wangenheim (* 16. März 1760 in Sonneborn; † 28. September 1820 in Wiebrechtshausen) war Gutsbesitzer, Offizier im Königreich Hannover und Abgeordneter der Reichsstände des Königreichs Westphalen.

## Leben

### Herkunft und Familie
Ludwig Adam Ernst Walrab Freiherr von Wangenheim entstammte dem thüringischen Uradelsgeschlecht Wangenheim, aus dem zahlreiche namhafte Persönlichkeiten hervorgegangen sind. Er war der Sohn des Walrab Adolf Freiherr von Wangenheim (1726–1767, Herzoglich-sächsischer Hauptmann) und dessen Gemahlin Christiane Charlotte Magdalene von Stutternheim aus dem Hause Sebra († 1802). Am 4. August 1789 heiratete Ludwig in Lachem Juliane Sybille von Post (1771–1828). Aus der Ehe ging der Sohn Adolf hervor.

### Wirken
Nach seiner Schulausbildung ging Ludwig zum Militär und war in der hannoverschen Armee im Infanterie-Regiment Nr. 7 im Jahre 1780 Fähnrich und später Leutnant. Die Personalunion zwischen Großbritannien und Hannover brachte es mit sich, dass Ludwig im Jahre 1793 im Ersten Koalitionskrieg Ober-Adjutant des Prinzen Adolph von Großbritannien wurde und gegen Frankreich kämpfte. Am 6./7. September des Jahres erlitt er bei Rexpoëde schwere Kriegsverwundungen. Zum Hauptmann wurde er am 6. Oktober ernannt und wegen seiner Verwundung beurlaubt. Nach einer Ausbildung in der Landwirtschaft und Kameralistik beim späteren Abgeordneten Franz Justus Wedemeyer wurde ihm die Verwaltung des Klosterguts Wiebrechtshausen (bei Northeim) übertragen. Vom 2. Juni 1808 bis zum 26. Oktober 1813 (Ende der Herrschaft Napoleons) war er als Grundbesitzer für das Leine-Departement Abgeordneter der Reichsstände des Königreichs Westphalen und zugleich Mitglied des Departement-Wahlkollegiums.

## Auszeichnungen
1816 Ritter des Guelphen-Ordens